# 櫸共和國
《櫸共和國》（日语：／ Keyakikyōwakoku */?）是日本女子偶像組合櫸坂46和平假名櫸坂46在2017年7月22日至7月23日、2018年7月20日至7月22日以及櫸坂46單獨在2019年7月5日至7月7日於山梨縣富士吉田市Conifer Forest舉行的演唱會。作品收錄了每場的最終日的演出，並且分別於2018年9月26日、2019年8月14日和2020年8月12日以DVD和藍光光碟的形式發售，為櫸坂46和平假名櫸坂46的第1、第2以及櫸坂46的第4部現場影像作品。

## 背景
2017年6月27日，為了紀念推出首張專輯《抹黑純真》，櫸坂46宣佈在2017年7月22日和7月23日於富士急樂園Conifer Forest舉行首次的單獨露天公演，同年7月6日定名為「櫸共和國2017」，7月22日宣佈成員今泉佑唯與米谷奈奈未分別由於休養中以及學業關係而缺席。「櫸共和國2017」兩日合計動員2.5萬名觀眾，並且以玩水為主，不但舞台有水柱，成員更以軟管或水槍把水射向觀眾席，而櫸坂46在安可時則演唱了坂道AKB的《你最愛的 是誰？》。
2018年6月3日，平假名櫸坂成員柿崎芽實、佐佐木久美、佐佐木美玲、菅井友香和長濱禰留在SHOWROOM上宣佈舉行7月20日至7月22日舉行「櫸共和國2018」。同年7月18日，櫸坂46宣佈志田愛佳、原田葵、影山優佳由於暫停活動中以及今泉佑唯由於行程不合而缺席。「櫸共和國2018」三日合計動員4.5萬名觀眾，承襲「櫸共和國2017」，同樣有成員把水四射，並且設有自動噴水機和泡泡機，亦在第二次安可時首次演唱第7張單曲《矛盾心理》，並且宣佈推出「櫸共和國2017」的DVD和藍光光碟影像。2018年9月9日，櫸坂46在YouTube上公開「櫸共和國2017」的精選影像。
2019年5月30日，櫸坂46宣佈在7月5日至7月7日舉行「櫸共和國2019」，同年6月22日宣佈即將畢業的長濱禰留缺席，6月28日宣佈推出「櫸共和國2018」的DVD和藍光光碟影像。7月2日，JR中央線與富士急行線因應「櫸共和國2019」舉行而增設臨時快速。「櫸共和國2019」三日合計動員4.8萬名觀眾，並且以航海為主題，耗水量為「櫸共和國2018」時的五倍，與此同時自2018年5月開始暫停活動的成員原田葵在演唱會首天復出，翌日包括《兩人季節》在內的串燒歌則在日本電視台節目《THE MUSIC DAY》內同步直播。
2019年7月26日，櫸坂46公開「櫸共和國2018」的精選影像和封面，8月8日公開「櫸共和國2018」特典影像「The Documentary of 櫸共和國2018」的預告篇。2020年5月26日，櫸坂46宣佈在5月29日和5月30日於YouTube Premium上公開「櫸共和國2017」的影像，櫸坂46隊長菅井友香和副隊長守屋茜在5月29日相關影像公開時宣佈2020年由於受到2019冠狀病毒病日本疫情影響而不會舉行的櫸共和國。其後，在7月4日又宣佈推出「櫸共和國2019」的DVD和藍光光碟影像，7月20日公開其封面，7月31日公開其精選影像，8月7日公開其收錄的影像「The Documentary of 櫸共和國2019」的預告篇。

## 銷量
「櫸共和國2017」在DVD和藍光週榜的銷量分別是約3.5萬和約4.8萬，DVD和藍光合算榜總計銷量為約8.3萬，三部門均位列週榜第1位，作為首張音樂影像作品同時取得DVD和藍光週榜首位，為Oricon公信榜史上首次。「櫸共和國2018」在DVD和藍光週榜的銷量分別是約2.9萬和約4.7萬，DVD和藍光合算榜總計銷量為約7.6萬，三部門均位列週榜第1位，為Oricon公信榜史上首次有自第一部音樂影像作品開始，連續兩部音樂影像作品同時取得影像三部門首位。「櫸共和國2019」在DVD和藍光週榜的銷量分別是約2.1萬和約4萬，DVD和藍光合算榜總計銷量為約6.2萬，三部門均位列週榜第1位，以4部刷新由自己保持的自第一部音樂影像作品開始連續三部門同時取得首位的紀錄。

## 收錄內容

### 櫸共和國2017
| DISC1 | DISC1                   |
| 曲序  | 曲目                    |
| ----- | ----------------------- |
| 1.    | 開場                    |
| 2.    | Overture                |
| 3.    | 沉默的多數              |
| 4.    | 世界上只有愛            |
| 5.    | 兩人季節                |
| 6.    | 不一樣的藍天            |
| 7.    | 我們的戰爭              |
| 8.    | PARCO從澀谷消失的那一天 |
| 9.    | 平假名櫸                |
| 10.   | 穩定交往中              |
| 11.   | 大人都不相信            |
| 12.   | 獨特自我                |
| 13.   | 請再與我見面            |
| 14.   | 制服與太陽              |
| 15.   | 悲傷的微笑              |
| 16.   | 破碎的手機螢幕          |
| 17.   | Dance Track             |
| 18.   | 談談未來吧…             |
| 19.   | Dance Track             |
| 20.   | 跳得比誰都還高！        |
| 21.   | 牽手回家吧              |
| 22.   | 終場                    |
| 23.   | 你最愛的 是誰？         |
| 24.   | 不協和音                |
| 25.   | W-KEYAKIZAKA之詩        |
| 26.   | 危險計劃                |

| DISC2（初回生產限定盤） | DISC2（初回生產限定盤）         |
| 曲序                    | 曲目                            |
| ----------------------- | ------------------------------- |
| 1.                      | The Documentary of 櫸共和國2017 |
| 2.                      | 櫸共和國2017「Overture」影像    |

### 櫸共和國2018
| DISC1 | DISC1                |
| 曲序  | 曲目                 |
| ----- | -------------------- |
| 1.    | 開場                 |
| 2.    | Overture             |
| 3.    | 危險計劃             |
| 4.    | 沉默的多數           |
| 5.    | 世界上只有愛         |
| 6.    | 不一樣的藍天         |
| 7.    | 浴室旅程             |
| 8.    | 我們的戰爭           |
| 9.    | 制服與太陽           |
| 10.   | 芭蕾舞與少年         |
| 11.   | 等待百年             |
| 12.   | 太陽不會選擇抬頭的人 |
| 13.   | 沒有期待的自己       |
| 14.   | 跳得比誰都還高！     |
| 15.   | NO WAR in the future |
| 16.   | 從哪能看見東京鐵塔？ |
| 17.   | 獨特自我             |
| 18.   | AM1:27               |
| 19.   | 談談未來吧…          |
| 20.   | 就算風吹             |
| 21.   | 終場                 |
| 22.   | 兩人季節             |
| 23.   | 沒有你               |
| 24.   | 該回去森林了吧？     |
| 25.   | 打破玻璃！           |
| 26.   | 矛盾心理             |

| DISC2（初回生產限定盤） | DISC2（初回生產限定盤）         |
| 曲序                    | 曲目                            |
| ----------------------- | ------------------------------- |
| 1.                      | The Documentary of 櫸共和國2018 |

### 櫸共和國2019
| DISC1 | DISC1                |
| 曲序  | 曲目                 |
| ----- | -------------------- |
| 1.    | 開場                 |
| 2.    | Overture             |
| 3.    | 世界上只有愛         |
| 4.    | 牽手回家吧           |
| 5.    | 不一樣的藍天         |
| 6.    | 太陽不會選擇抬頭的人 |
| 7.    | 矛盾心理             |
| 8.    | 芭蕾舞與少年         |
| 9.    | 制服與太陽           |
| 10.   | 浴室旅程             |
| 11.   | 結果，只能說再見     |
| 12.   | Nobody               |
| 13.   | 危險計劃             |
| 14.   | 我們的戰爭           |
| 15.   | Student Dance        |
| 16.   | 避雷針               |
| 17.   | AM1:27               |
| 18.   | I'm out              |
| 19.   | 沒有你               |
| 20.   | 談談未來吧…          |
| 21.   | 就算風吹             |
| 22.   | 沉默的多數           |
| 23.   | 終場                 |

| DISC2（初回生產限定盤） | DISC2（初回生產限定盤）         |
| 曲序                    | 曲目                            |
| ----------------------- | ------------------------------- |
| 1.                      | The Documentary of 櫸共和國2019 |

## 外部連結
- 櫸共和國2017
  - YouTube上的
- 櫸共和國2018
  - YouTube上的
  -  （页面存档备份，存于）
- 櫸共和國2019
  - YouTube上的
  -  （页面存档备份，存于）